# Едвард Баттел
Едвард Баттел (англ. Edward Battel, або Battle) — британський спортсмен, призер Літніх Олімпійських ігор 1896 року.

## Біографія
На момент початку Олімпіади він працював у посольстві Великої Британії. Він не мав намірів виступати на змагання, але коли вияснилося, що британські спортсмени з велоспорту проігнорували Олімпіаду, то Баттел разом зі своїм колегою Фредеріком Кіпінгом вирішили виступити під британським прапором. Але спочатку вони не отримали дозволу, бо були простими службовцями. Вважалося, що аматором може бути тільки справжній джентльмен. Все ж таки Кіпінгу та Баттелу дозволили участь у змаганні.
На Перших Олімпійських іграх Баттел брав участь у трьох перегонах — гіт на 333,3 м, трекові перегони на 100 км та шосейній гонці. 8 квітня відбулися перегони на 100 кілометрів. Баттел не зміг фінішувати, покинувши змагання після 51 кола. Через три дні він брав участь у перегонах на 333,3 метра, де посів четверте місце з результатом 26.2. Наступного дня відбулася шосейна гонка. Під кінець перегонів Едвард Баттел деякий час лідирував, після того як Арістідіс Константінідіс впав. Але він не зміг вдержати перше місце та прийшов третім.